# Dani Molina
Daniel Molina Orta (Huelva, 14 de marzo de 1996) es un futbolista español que juega como mediocampista en el Club Deportivo Alcoyano de la Primera Federación.

## Trayectoria
Siendo jugador del filial, el 23 de agosto de 2014 Dani debuta con el Recreativo de Huelva en un empate a ceros frente al Real Zaragoza en Segunda División. Su primer gol llega el siguiente 10 de septiembre, anotando el primer tanto de su equipo en una victoria por 2-1 frente a la SD Ponferradina en Copa del Rey.
El 12 de enero de 2017 se oficializa su llegada al Celta de Vigo "B" de la extinta Segunda División B. Logra debutar con el primer equipo vigués el 19 de mayo de 2018, sustituyendo a Jozabed en una victoria por 4-2 frente al Levante UD en Primera División.
El 8 de agosto de 2020 abandona el Celta para firmar por el Extremadura UD aunque poco tiempo después, el 3 de octubre y sin llegar a jugar con el club extremeño, vuelve como cedido al Recre de Segunda B.
Aún sin debutar con el Extremadura UD en partido oficial, el 25 de agosto de 2021 se oficializa su marcha del club para firmar con la UD Sanse y disputar la nueva Primera RFEF.
En julio de 2022, firma por el San Fernando C. D. de la Primera Federación.
El 1 de julio de 2024, pasa a formar parte del Club Deportivo Alcoyano.

## Clubes
| Club                          | País   | Año        |
| ----------------------------- | ------ | ---------- |
| Atlético Onubense             | España | 2013-2015  |
| Recreativo de Huelva          | España | 2014-2017  |
| Celta de Vigo "B"             | España | 2017-2020  |
| Celta de Vigo                 | España | 2018       |
| Extremadura UD                | España | 2020-2021  |
| Recreativo de Huelva (cesión) | España | 2020-2021  |
| UD Sanse                      | España | 2021-2022  |
| San Fernando C. D.            | España | 20222-2024 |
| C.D. Alcoyano                 | España | 2024-2025  |